# Santa Cruz de Goiás
Santa Cruz de Goiás là một đô thị thuộc bang Goiás, Brasil. Đô thị này có diện tích 1108,92 km², dân số năm 2007 là 3624 người, mật độ 3,3 người/km².